# ویو اسکیو پروداکشنز
ویو اَسکیو پروداکشنز (انگلیسی: View Askew Productions) یک شرکت تولید فیلم و برنامه‌های تلویزیونی آمریکایی است که در سال ۱۹۹۴ توسط کوین اسمیت و اسکات موژر بنیان‌گذاری شد. بازیگرانی چون بن افلک، جف اندرسون، مت دیمون، کریس راک، والت فلانگن، برایان جانسون، جیسون لی، جیسون موس، برایان اوهالوران و اتان سوپلی از جمله افرادی هستند که کوین اسمیت آنان را در پروژه‌های ساخته‌شده تحت عنوان ویو اسکیو به کار گرفته است.

## تاریخچه
اسمیت و موژر این شرکت را در سال ۱۹۹۴ برای ساخت نخستین فیلم خود، فروشنده‌ها ، پایه‌گذاری کردند؛ فیلمی که بعدها به آغاز ویو اسکیونیورس بدل شد. پس از موفقیت این فیلم، ویو اسکیو بودجه بیشتری دریافت کرد و در سال ۱۹۹۵ فیلم پاساژگردها را ساخت که از نظر منتقدان و فروش چندان موفق نبود اما پس از عرضهٔ نسخه خانگی مورد توجه قرار گرفت. پس از آن فیلم‌های به دنبال ایمی (۱۹۹۷) و دُگما (۱۹۹۹) تولید شدند.
در سال ۲۰۰۰، ویو اسکیو مجموعۀ پویانمایی فروشنده‌ها: سریال کارتونی را که بر اساس فیلم فروشنده‌ها  ساخته شده بود به مدت کوتاهی تولید کرد و تنها شش قسمت از آن پخش شد. در ادامه، فیلم جی و باب ساکت پاتک می‌زنند را با بازی اسمیت و جیسون موس در نقش‌های جی و باب ساکت منتشر کرد. پس از آن، فیلم دختر جرسی ساخته شد که نخستین فیلم خارج از جهان اسکیونیورس بود، اما بسیاری از بازیگران همیشگی اسمیت را در خود داشت.
دو سال بعد از جرزی گرل، شرکت فیلم فروشنده‌ها، قسمت دوم را منتشر کرد که دنباله‌ای واقعی برای فیلم قبلی محسوب می‌شد و داستان شخصیت‌های اصلی را ده سال بعد دنبال می‌کرد. پس از آن فیلم دوم خارج از اسکیونیورس یعنی زک و میری یک فیلم پورنو می‌سازند ساخته شد.
این شرکت همچنین چندین اثر غیر داستانی از اسمیت را منتشر کرده است، از جمله چهار دی‌وی‌دی پرسش و پاسخ: An Evening With Kevin Smith (۲۰۰۲)، An Evening With Kevin Smith 2: Evening Harder (۲۰۰۶)، Sold Out: A Threevening with Kevin Smith (۲۰۰۸) و Kevin Smith: Too Fat for 40 (۲۰۱۱). همچنین برنامه Sucks Less with Kevin Smith را تولید کرده که در آن حداقل سه دانشجوی دانشگاه یوسی‌ال‌ای که در کلاس فیلم‌سازی اسمیت شرکت کرده‌اند حضور دارند.
علاوه بر فیلم‌های ساخته‌شده توسط اسمیت، ویو اسکیو آثاری برای کارگردانان دیگر نیز تولید کرده است، از جمله Drawing Flies و Small Town Gay Bar از مالکولم اینگرم، Vulgar از برایان جانسون، A Better Place از Vincent Pereira و Big Helium Dog از برایان لینچ.
نشان ابتدایی شرکت تصویر دلقکی با ته‌ریش، پوشش زنانه و کفش‌های پاشنه‌بلند به نام «Vulgar» بود که به دلیل محتوای آن جنجالی شد و بعدها با تصویر کارتونی جی و باب ساکت در حال کار با تجهیزات فیلم‌برداری جایگزین شد. در سال ۲۰۲۲ و هم‌زمان با انتشار فیلم فروشنده‌ها ۳، دوباره تصویر چهرهٔ Vulgar به عنوان نشان شرکت بازگشت.

## فیلم‌ها
- فروشنده‌ها  (۱۹۹۴؛ با همکاری میرامکس)
- پاساژگردها (۱۹۹۵؛ با همکاری گرامرسی پیکچرز)
- Drawing Flies (۱۹۹۶)
- به دنبال ایمی (۱۹۹۷؛ با همکاری Miramax Films)
- A Better Place (۱۹۹۷)
- Big Helium Dog (۱۹۹۹)
- دگما (فیلم ۱۹۹۹) (۱۹۹۹؛ با همکاری لاینزگیت؛ حقوق توزیع توسط Miramax واگذار شد)
- Vulgar (۲۰۰۰؛ با همکاری Lionsgate)
- جی و باب ساکت پاتک می‌زنند (۲۰۰۱؛ با همکاری Miramax Films و دایمنشن فیلمز)
- دختر جرسی (فیلم ۲۰۰۴) (۲۰۰۴؛ با همکاری Miramax Films)
- Oh, What a Lovely Tea Party (۲۰۰۴)
- فروشنده‌ها، قسمت دوم (۲۰۰۶؛ با همکاری واینستین کمپانی و مترو گلدوین میر)
- Back to the Well: Clerks II (۲۰۰۶)
- Small Town Gay Bar (۲۰۰۶)
- زک و میری یک فیلم پورنو می‌سازند (۲۰۰۸؛ با همکاری The Weinstein Company)
- ملت خرس (۲۰۱۰)
- Jay & Silent Bob's Super Groovy Cartoon Movie! (۲۰۱۳؛ با همکاری SModcast Pictures)
- ریبوت جی و باب ساکت (۲۰۱۹؛ با همکاری Saban Films)[۲]
- KillRoy Was Here (۲۰۲۲؛ با همکاری SModcast Pictures و Semkhor Productions)[۳]
- فروشنده‌ها ۳ (۲۰۲۲؛ با همکاری لاینزگیت)[۴]
- The 4:30 Movie (۲۰۲۴؛ با همکاری Saban Films)[۵]

## برنامه‌های تلویزیونی
- Clerks: The Animated Series (۲۰۰۰) – شرکت پخش رسانه‌ای آمریکا